# Neville Tranter

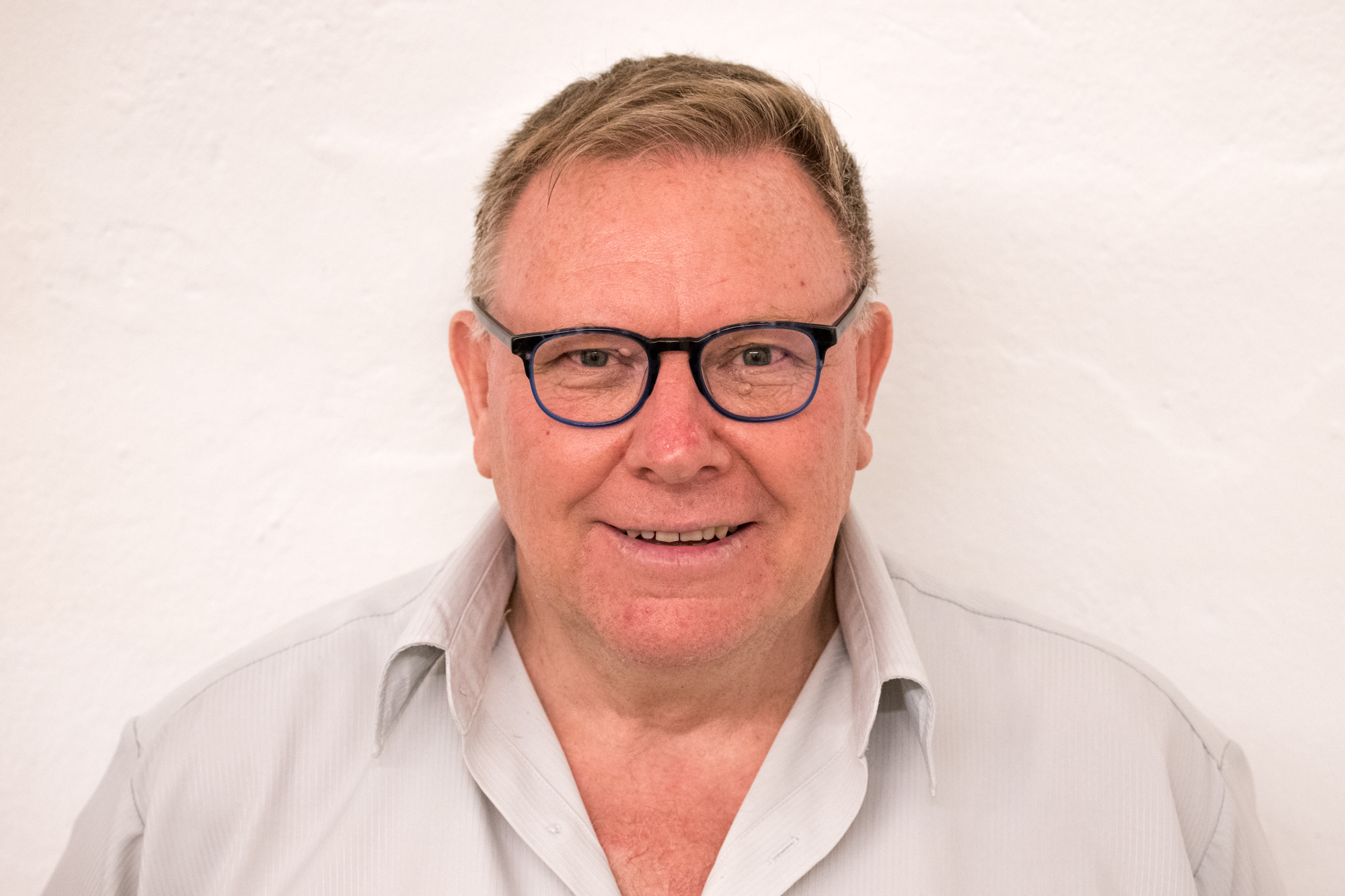
Neville Tranter (2019)

Neville Tranter (* 1955 in Warwick, Queensland) ist ein australischer Puppenspieler.

## Leben und Wirken

### Puppenspiel
Tranter wuchs als Sohn eines Bergarbeiters in Mt. Colliery in Queensland, Australien, auf. Nach der Schule wollte er Lehrer werden. Während des Studiums am College von Toowoomba besuchte er dort gleichzeitig Schauspielkurse des US-amerikanischen Schauspielers Robert Gist, bei dem er vier Jahre lang lernte. Bereits in dieser Zeit probte er mit dem Billbar Puppet Theatre und entschied sich, Puppenspiel und Schauspiel zu verbinden. Er steht dabei auf dem Standpunkt, dass ihm die Puppen ermöglichen, ein besserer Schauspieler zu sein.
Nachdem „Stuffed Puppet“ 1978 beim „Festival of Fools“ in Amsterdam teilgenommen hatte, zog Neville Tranter in die Niederlande, wo er sein Puppentheater für Erwachsene zu seiner heutigen Form entwickelte. In seinen Stücken spielt Tranter dabei mit lebensgroßen Klappmaulpuppen, mit denen er auf der Bühne interagiert. Allein auf der Bühne, handhabt er alle Figuren selbst. Seit seinem ersten Solostück „Studies in Fantasy“ (1981) produzierte er 13 weitere Bühnenstücke, mit denen er weltweit Erfolge feierte. Alle Stücke sind an ein erwachsenes Publikum gerichtet und zeichnen sich durch absurd-groteske Szenarien, manchmal verstörende Effekte und bisweilen bitterbösen Humor aus. In vielen Stücken scheint zudem die Unterscheidbarkeit von Puppen und Puppenspieler zu verschwimmen, etwa in „Manipulator“, in dem Tranter, in der Figur des Nero, schließlich von einer seiner Puppen scheinbar in einen Frosch verwandelt wird.
Tranters wahrscheinlich bekannteste Stücke sind das mehrfach ausgezeichnete „Molière“ und „Schicklgruber alias Adolf Hitler“, in dem die letzten Tage im Führerbunker gespielt werden, mit Tranter in der Rolle des Kammerdiener Linge, und das unter anderem 2003 bei den Wiener Festwochen und 2004 auf der RuhrTriennale 2004 zu sehen war.
Tranters Stück „Cuniculus“ ist eine Parabel auf Bewahrung und Verlust der Menschlichkeit. Tranter spielt darin den Menschen „Four Eyes“, der in einem Kaninchenbau unter dem Schlachtfeld einen verheerenden Krieg überlebt und dabei nur langsam begreift, dass er anders ist.
Im Stück "Mathilde" bespielt Tranter auf eindrückliche und sehr emotionale Weise das Leben in einem Altersheim. Mit größtem Respekt und Achtsamkeit begleitet Tranter als die Figur des Todes die Hauptfigur Mathilde in den Tod.

### Malerei
Tranters gestalterische Fähigkeiten sind auch abseits der Theaterbühnen anerkannt. Seine Puppen und Gemälde wurden vielfach international ausgestellt, unter anderem in der Snug Harbour Cultural Center Gallery, Staten Island, New York, der Tafelhalle Nürnberg oder dem KunstCentret im dänischen Silkeborg.

### Sonstiges
Neben seiner Tätigkeit als Puppenspieler gibt Neville Tranter regelmäßig Workshops und Masterclasses und ist Gastdozent an Theaterschulen. In Deutschland zum Beispiel am Hof Lebherz in Warmsen und am Figurentheater-Kolleg Bochum.

## Stücke
- 1981: Studies in Fantasy
- 1984: The Seven Deadly Sins
- 1985: Manupilator & Underdog
- 1988: Room 5
- 1990: Macbeth!
- 1993: The Nightclub

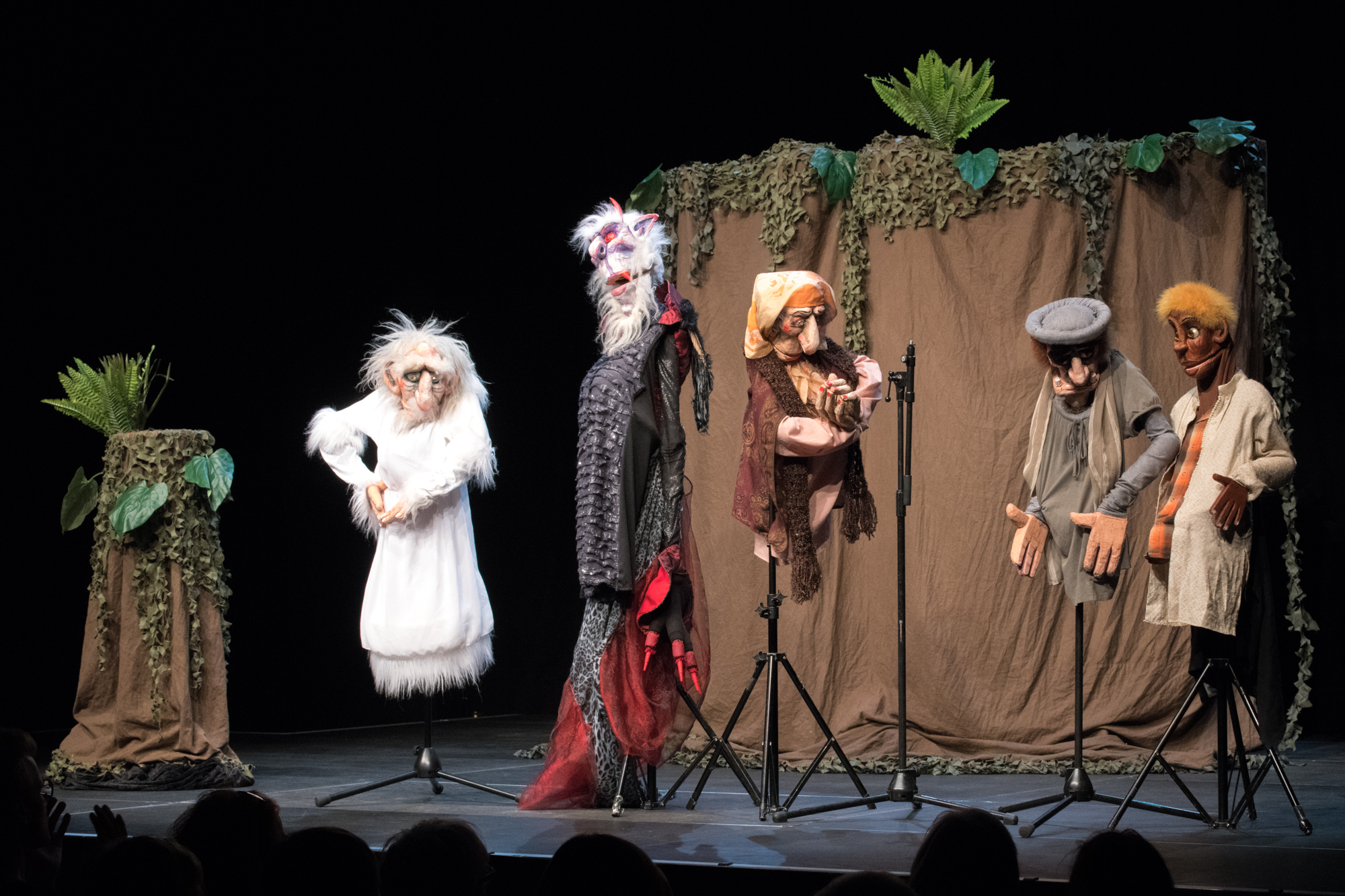
Puppen aus 'Babylon', Posthof Linz (2019)

- 1994: Kaspar Hauser, mit Beppe Costa und Ria Marks
- 1996: Salomé
- 1996: Macbeth! Video-Produktion
- 1998: Molière
- 1999: RE: Frankenstein, mit Reinmar Henschke, Harald Kündgen, Wolf Dix und die Ameisenkinder
- 2000: RE: Frankenstein mit Musik von Ferdinand Bakker und Kim Haworth
- 2003: Schicklgruber, alias Adolf Hitler. Koproduktion des Stuffed Puppet Theatre mit Kleine Spui, Schauspielhaus Wien, Wiener Festwochen und Novapool Berlin
- 2006: Vampyr (Koproduktion mit Schauspielhaus Wien)
- 2008: Cuniculus (Koproduktion mit RuhrTriennale)
- 2009: Punch and Judy in Afghanistan
- 2012: Mathilde
- 2015: The King
- 2017: Babylon

## Auszeichnungen
- 1989: Figurentheaterpreis Festival Erlangen
- 1993: Kleinkunstpreis Wilhelmshavener Knurrhahn der Stadt Wilhelmshaven, für The Nightclub
- 1996: Kleinkunstpreis der Stadt Schwerte, für Macbeth!
- 2001: Best performance World Festival of Puppet Art in Prag für Moliere
- 2001: Sirene d’oro – Arrivano dal Mare, Cervia
- 2002: Jugendjury Preis – Synergura, Erfurt für Moliere
- 2002: Grand Prix – PIF, Zagreb, für Moliere
- 2004: Kleinkunstpreis der Stadt Schwerte für Schicklgruber, alias Adolf Hirler
- 2004: Grand Prix – Festival Baj Pomorski, Toruń
- 2005: Wim Meilink Prijs (Auszeichnung der niederländischen Vereinigung für Puppenspiel)
- 2007: PIF, Zagreb
- 2007: Best Actor Award, Spectaculo Interesse, Ostrava für Vampyr